# کوکریستال
کوکریستا‌ل‌ها "جامداتی هستند  که مواد تک فازی بلوری تشکیل شده از دو یا چند ترکیب مولکولی یا یونی مختلف هستند و  به طور کلی در نسبت استوکیومتری، حل شونده و  نمک ساده نیستند." یک تعریف گسترده‌تر این است که "کوکریستال‌ها از دو یا چند جزء تشکیل شده‌اند که یک ساختار کریستالی منحصر به فرد با خواص منحصر به فرد را تشکیل می دهند." چندین طبقه بندی از آن‌ها وجود دارد.
کوکریستال‌ها می‌توانند انواع مختلفی از ترکیبات را شامل شوند از جمله هیدرات ها ، حلال‌ها و کلرات ها که نشان دهنده اصل اساسی شیمی میزبان مهمان است می‌باشند. صدها نمونه از تبلور، سالانه گزارش شده است.

## تاریخچه
اولین گزارش کوکریستال, کوینهیدرون در سال 1844 توسط فریدریش وهلر مورد مطالعه قرار گرفت. کوینهیدرون یک کوکریستال از کینون و هیدروکینون (شناخته شده باستان به عنوان کینول) است. او متوجه شد که این ماده از یک ترکیب مولار 1:1 متشکل از اجرا ساخته شده‌است. کینهیدرون در دهه بعدی توسط گروه‌های متعددی مورد تجزیه و تحلیل قرار گرفت و چندین کریستال مرتبط از کینون های هالوژنه ساخته شدند.
بسیاری از کریستال‌های کشف شده در اواخر دهه 1800 و اوایل دهه 1900 در Organische Molekulverbindungen، منتشر شده توسط پل فایفر در سال 1922 گزارش شده‌است. این کتاب کریستال ها را به دو دسته تقسیم می‌کند. آن‌هایی که از غیر آلی: اجزای آلی و آن‌هایی که فقط از اجزای آلی ساخته شده‌اند. کریستال‌های معدنی: آلی شامل مولکول‌های آلی متبلور شده با نمک‌های قلیایی و قلیایی خاکی، اسیدهای معدنی و هالوژن‌ها مانند کینون‌های هالوژنه است. اکثر کریستال‌های آلی: آلی حاوی ترکیبات معطر، با کسر قابل توجهی حاوی ترکیبات معطر دی یا سه نیترو هستند. وجود چندین کریستال حاوی اکالیپتول,، ترکیبی که گروه های معطر ندارد، یافته مهمی بود که به دانشمندان آموخت که انباشتن پی برای تشکیل کریستال‌ها ضروری نیست.
کوکریستال‌ها در طول دهه 1900 کشف شدند. برخی توسط شانس و بقیه توسط تکنیک‌های غربالگری کشف شدند. آگاهی از فعل و انفعالات بین مولکولی و اثرات آن بر بسته‌بندی کریستال، امکان مهندسی کریستال‌هایی با خواص فیزیکی و شیمیایی مطلوب را فراهم می‌کند. در دهه گذشته علاقه به تحقیقات کوکریستال افزایش یافته است که عمدتا به‌دلیل کاربردهای آن در صنعت داروسازی است.
کریستال‌ها حدود 0.5 درصد از ساختارهای بلوری بایگانی شده در پایگاه داده‌های ساختاری کمبریج را تشکیل می‌دهند. با این حال, مطالعه کوکریستال‌ها دارای سابقه‌ای طولانی به طول بیش از 160 سال است. آن‌ها در تعدادی از صنایع از جمله داروسازی، نساجی، کاغذ، فرآوری شیمیایی، عکاسی، پیشران و الکترونیک استفاده شده‌اند.

## تعریف
معنای اصطلاح کریستال موضوع اختلاف نظر است. یک تعریف بیان می‌کند که کریستال یک ساختار بلوری است که حداقل از دو جزء تشکیل شده است، که در آن اجزا ممکن است اتم، یون یا مولکول باشند. این تعریف گاهی اوقات برای مشخص کردن اینکه اجزا به شکل خالص خود در شرایط محیطی جامد هستند گسترش می‌یابد. با این حال، استدلال شده است که این جداسازی بر اساس فاز محیطی دلخواه است. یک تعریف جامع‌تر این است که کریستال‌ها "از دو یا چند جزء تشکیل شده‌اند که یک ساختار کریستالی منحصر به‌فرد با خواص منحصر به فرد را تشکیل می دهند."  به دلیل تنوع در استفاده از این اصطلاح، ساختارهایی مانند حل شونده‌ها و کلرات ها ممکن است در یک موقعیت معین به عنوان کریستال در نظر گرفته شوند یا نباشند. تفاوت بین نمک کریستالی و کریستال فقط در انتقال یک پروتون نهفته است. انتقال پروتون از یک جزء به جزء دیگر در یک کریستال به محیط بستگی دارد. به همین دلیل، نمک‌های کریستالی و کریستال‌ها ممکن است به عنوان دو انتهای طیف انتقال پروتون در نظر گرفته شوند، جایی که نمک در یک انتها انتقال پروتون را تکمیل کرده است و در انتهای دیگر انتقال پروتون برای کریستال‌ها وجود ندارد.

## ویژگیها

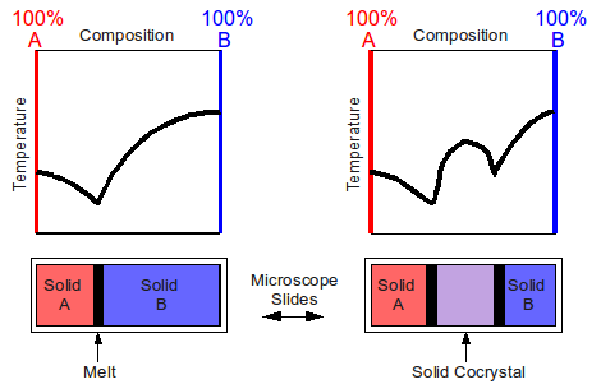
شماتیک برای تعیین نقطه ذوب نمودار فاز دودویی از میکروسکوپ حرارتی.

اجزا از طریق فعل و انفعالات غیرکووالانسی مانند پیوند هیدروژنی، برهم کنش های یونی،  برهمکنش های واندروالسی و برهمکنش های Π برهم کنش می‌کنند. این فعل و انفعالات منجر به یک انرژی شبکه کریستالی می‌شود که به‌طور کلی پایدارتر از ساختارهای بلوری اجزای جداگانه است. فعل و انفعالات بین مولکولی و ساختارهای کریستالی حاصل می‌تواند خواص فیزیکی و شیمیایی ایجاد کند که با خواص اجزای جداگانه متفاوت است. چنین خواصی شامل نقطه ذوب، حلالیت، پایداری شیمیایی و خواص مکانیکی است. مشاهده شده است که برخی از کریستال‌ها به صورت پلیمورف وجود دارند که ممکن است بسته به شکل کریستال خواص فیزیکی متفاوتی از خود نشان دهند.
نمودارهای فاز تعیین شده از "روش تماس" میکروسکوپ  حرارتی در تشخیص کریستال‌ها ارزشمند است. ساخت این نمودارهای فازی به دلیل تغییر نقطه ذوب در هنگام کریستالیزاسیون امکان پذیر شده است. دو ماده کریستالی در دو طرف لام میکروسکوپ رسوب کرده و به‌طور متوالی ذوب شده و دوباره جامد می‌شوند. این فرایند لایه‌های نازکی از هر ماده با یک منطقه تماس در وسط ایجاد می‌کند. نمودار فاز نقطه ذوب ممکن است با گرم کردن آهسته لام زیر میکروسکوپ و مشاهده نقاط ذوب بخش‌های مختلف لام ساخته شود. برای یک نمودار فاز دوتایی ساده، اگر یک نقطه یوتکتیک مشاهده شود، مواد یک کریستال تشکیل نمی‌دهند. اگر دو نقطه یوتکتیکمشاهده شود، ترکیب بین این دو نقطه با کریستال مطابقت دارد.

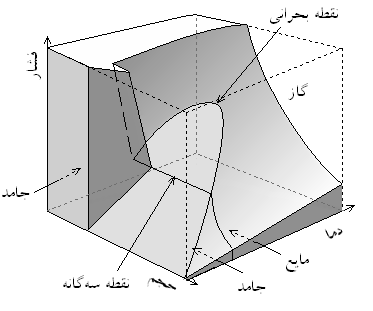
نمودار فازی

## تولید و خصوصیات

### تولید
استراتژی‌های مصنوعی زیادی برای تهیه کریستال‌ها وجود دارد. با این حال، ممکن است آماده‌سازی تک کریستال‌ها برای پراش پرتو ایکس دشوار باشد، زیرا مشخص شده‌است که تهیه این مواد تا 6 ماه طول می‌کشد.
کوکریستال‌ها معمولاً از طریق تبخیر آهسته محلول‌های دو جزء تولید می‌شوند. این رویکرد با مولکول‌های دارای خواص پیوند هیدروژنی مکمل موفقیت‌آمیز بوده‌است، که در این مورد احتمالاً کریستالیزاسیون از نظر ترمودینامیکی مطلوب است.
بسیاری از روش‌های دیگر برای تولید کریستال وجود دارد. کریستالیزه شدن با اضافه مولی یک تشکیل‌دهنده کریستال ممکن است با کاهش حلالیت آن یک جزء، یک کریستال تولید کند. روش دیگر برای سنتز کریستال‌ها انجام کریستالیزاسیون در دوغاب است. مانند هر کریستالیزاسیون، ملاحظات حلال مهم هستند. تغییر حلال، برهم‌کنش‌های بین مولکولی را تغییر می‌دهد و احتمالاً منجر به تشکیل کریستال می‌شود. همچنین با تغییر حلال می‌توان از ملاحظات فاز استفاده کرد. نقش یک حلال در هسته‌زایی کریستال‌ها به خوبی شناخته نشده است، اما برای به‌دست آوردن یک کریستال از محلول حیاتی است.
خنک کردن مخلوط مذاب سازنده کوکریستال اغلب باعث ایجاد کریستال می‌شود. بذر بلور می‌تواند مفید باشد. روش دیگری که از تغییر فاز بهره‌برداری می‌کند  تصعید است که اغلب هیدرات ها را تشکیل می‌دهد.
سنگ‌زنی، هم به صورت تمیز و هم به کمک مایع، برای تولید کریستال استفاده می‌شود، به عنوان مثال، با استفاده ازملات و دسته هاون، با استفاده از آسیاب گلوله‌ای، یا استفاده از آسیاب ارتعاشی. در آسیاب یا ورز دادن به کمک مایع، مقدار کمی یا زیر استوکیومتری مایع (حلال) به مخلوط آسیاب اضافه می‌شود. این روش به منظور افزایش سرعت تشکیل کریستال توسعه داده شد، اما دارای مزایایی نسبت به آسیاب منظم مانند افزایش عملکرد، توانایی کنترل تولید چند شکلی، بلورینگی بهتر محصول است و برای گستره قابل توجهی از شکل‌دهنده‌های کریستال کاربرد دارد. و هسته‌زایی از طریق بذر.
مایعات فوق بحرانی (SCFs) به‌عنوان محیطی برای رشد کریستال‌ها عمل می‌کنند. رشد کریستال به دلیل خواص منحصر به فرد SCF ها با استفاده از خواص مختلف سیال فوق بحرانی حاصل می‌شود: قدرت حلال CO2 فوق بحرانی، اثر ضد حلال و افزایش اتمیزه شدن آن.
استفاده از فازهای میانی برای سنتز ترکیبات حالت جامد نیز مورد استفاده قرار می‌گیرد. استفاده از یک هیدرات یا یک فاز آمورف به عنوان یک واسطه در طول سنتز در یک مسیر حالت جامد در تشکیل یک کریستال موفق بوده است. همچنین، می‌توان از یک فرم چند شکلی متقابل از یک تشکیل‌دهنده کوکریستال استفاده کرد. در این روش، شکل فراپایدار به عنوان یک واسطه ناپایدار در مسیر هسته‌زایی به یک کریستال عمل می‌کند. مانند همیشه، برای تشکیل این ترکیبات، علاوه بر الزامات ترمودینامیکی، به یک ارتباط واضح بین اجزای جفتی کریستال نیاز است.
نکته مهم این است که فازی که به دست می‌آید مستقل از روش مصنوعی استفاده شده است. ممکن است سنتز این مواد آسان به نظر برسد، اما برعکس سنتز از معمول دور است.

### خصوصیات
کریستال‌ها را می‌توان به طرق مختلف مشخص کرد. ثابت می‌کند که پراش اشعه ایکس پودری رایج‌ترین روش مورد استفاده برای مشخص کردن کریستال‌ها است. به راحتی می‌توان مشاهده کرد که یک ترکیب منحصر به فرد تشکیل می‌شود و اگر ممکن است یک کریستال باشد یا نه، به این دلیل است که هر ترکیب دارای پراش پودری متمایز خود است. پراش پرتو ایکس تک کریستالی ممکن است در برخی از کریستال‌ها، به ویژه آن‌هایی که از آسیاب تشکیل می‌شوند، دشوار باشد، زیرا این روش اغلب پودرها را فراهم می‌کند. با این حال، این اشکال ممکن است اغلب از طریق روش‌های دیگر به منظور استطاعت تک بلورها تشکیل شوند.
جدا از روش‌های طیف سنجی رایج مانند طیف سنجی  اFT-IR و طیف سنجی رامان حالت جامد امکان تمایز کریستال های کایرال و راسیمیک با ساختار مشابه را فراهم می‌کند.

طیف سنجی رامان

ممکن است از روش‌های فیزیکی دیگری برای تعیین خصوصیات استفاده شود. تجزیه و تحلیل حرارتی (TGA)وکالریمتری اسکن دیفرانسیلی (DSC) دو روش متداول برای تعیین نقاط ذوب، انتقال فاز و عوامل آنتالپیک هستند که می‌توان آن‌ها را با هر تشکیل دهنده کوکریستال مقایسه کرد.

## کاربردها
مهندسی کریستال به تولید مواد پرانرژی، داروها و سایر ترکیبات مرتبط است. از این میان، بیشترین کاربرد مورد مطالعه و استفاده در توسعه دارو و به‌طور خاص‌تر، تشکیل، طراحی و اجرای مواد فعال دارویی (API) است. تغییر ساختار و ترکیب API می تواند تا حد زیادی بر فراهمی زیستی دارو تأثیر بگذارد. مهندسی کریستال‌ها از ویژگی‌های خاص هر جزء برای ایجاد مطلوب‌ترین شرایط برای حلالیت استفاده می‌کند که در نهایت می‌تواند فراهمی زیستی دارو را افزایش دهد. ایده اصلی توسعه خواص فیزیکی و شیمیایی برتر API است در‌حالی که خواص مولکول خود دارو را ثابت نگه می‌دارد. ساختارهای کریستالی نیز به عنصر اصلی برای کشف دارو تبدیل شده‌اند. روش‌های غربالگری مجازی مبتنی بر ساختار، مانند داکینگ، از ساختارهای کریستالی پروتئین‌ها یا گیرنده‌های شناخته‌شده برای روشن کردن ترکیب‌بندی‌های جدید پیوند لیگاند-گیرنده استفاده می‌کند.

### محصولات دارویی
مهندسی کوکریستال چنان اهمیت زیادی در زمینه داروسازی پیدا کرده است که به یک بخش فرعی خاص از کریستال‌های چند جزئی، اصطلاح کریستال‌های دارویی برای اشاره به یک جزء تشکیل‌دهنده کریستال جامد و یک API مولکولی یا یونی (مواد فعال دارویی) داده شده است. با این حال، طبقه‌بندی‌های دیگری نیز وجود دارد که یک یا چند جزء در شرایط محیطی به شکل جامد نباشند. به عنوان مثال، اگر یکی از اجزاء تحت شرایط محیطی مایع باشد، ممکن است کریستال همان‌طور که قبلاً توضیح داده شد، به‌عنوان یک حلال کریستالی در نظر گرفته شود. حالات فیزیکی هر یک از اجزاء تحت شرایط محیطی تنها منبع تقسیم در بین این طبقه بندی‌ها است. طرح طبقه‌بندی نام‌گذاری کریستال‌ها ممکن است اهمیت کمی برای خود کریستال داشته باشد، اما در طبقه‌بندی اطلاعات قابل توجهی در مورد خواص فیزیکی، مانند حلالیت و نقطه ذوب، و پایداری APIها نهفته است.
هدف کریستال‌های دارویی داشتن خواصی متفاوت با آنچه از APIهای خالص انتظار می‌رود، بدون ایجاد و/یا شکستن پیوندهای کووالانسی است. در میان اولین کریستال‌های دارویی گزارش شده، سولفونامیدها هستند. بنابراین، مساحت کریستال‌های دارویی بر اساس برهمکنش‌های بین APIها و سازنده‌های کریستال افزایش یافته است. به‌طور معمول، APIها دارای قابلیت پیوند هیدروژنی در قسمت بیرونی خود هستند که آن‌ها را در برابر پلی مورفیسم  مستعدتر می‌کند، به‌ویژه در مورد ‌حلوله‌های کریستالی که می توان به اشکال مختلف چندشکلی شناخته شد. چنین موردی در داروی سولفاتیازول، یک ضد میکروبی  رایج خوراکی و موضعی است که بیش از صد حلال مختلف دارد. بنابراین، در زمینه داروسازی، غربالگری برای هر شکل چندشکلی یک کریستال قبل از اینکه به‌عنوان یک پیشرفت واقعی در API موجود در نظر گرفته شود، مهم است. تشکیل کریستال دارویی نیز می‌تواند توسط گروه‌های عملکردی متعدد در API هدایت شود، که امکان شکل‌های کریستالی باینری، سه تایی و بالاتر را معرفی می‌کند. با این وجود، کوکریستال‌ساز برای بهینه‌سازی خواص API استفاده می‌شود، اما همچنین می‌تواند صرفاً در جداسازی و/یا خالص‌سازی API، مانند جداکننده انانتیومرها از یکدیگر، و همچنین حذف قبل از تولید دارو استفاده شود..
با استدلال می‌توان گفت که خواص فیزیکی کریستال‌های دارویی می‌تواند در نهایت با مقادیر و غلظت‌های مختلف اجزای جداگانه تغییر کند. یکی از مهم‌ترین خواصی که با تغییر غلظت اجزاء تغییر می کند حلالیت است. نشان داده شده است که اگر پایداری اجزا کمتر از کریستال تشکیل شده بین آن‌ها باشد، حلالیت کریستال کمتر از ترکیب خالص اجزای تشکیل‌دهنده خواهد بود. اگر حلالیت کریستال کمتر باشد، به این معنی است که نیروی محرکه‌ای برای رخ دادن کریستالیزاسیون وجود دارد. حتی مهم‌تر از آن برای کاربردهای دارویی، توانایی تغییر پایداری در هیدراسیون و فراهمی زیستی API با تشکیل کریستال است که پیامدهای زیادی بر توسعه دارو دارد. کریستال می‌تواند خواصی مانند نقطه ذوب و پایداری در برابر رطوبت نسبی را در مقایسه با API خالص افزایش یا کاهش دهد و بنابراین، باید به صورت موردی برای استفاده از آن‌ها در بهبود یک داروی موجود در بازار مطالعه شود.
یک فرایند غربالگری برای کمک به تعیین چگونگی تشکیل کوکریستال‌ها از دو اجزا و  توانایی بهبود ویژگی‌های  API خالص ایجاد شده است. ابتدا حلالیت ترکیبات مجزا تعیین می‌شود. در مرحله دوم، همتبلور دو جزء ارزیابی می‌شود. در آخر، غربالگری نمودار فاز و پودر پراش اشعه ایکس (PXRD) برای بهینه‌سازی شرایط برای هم تبلور اجزاء، بیشتر مورد بررسی قرار می‌گیرد. این روش هنوز برای کشف کریستال‌ها با بهره‌ی دارویی از جمله API های ساده، مانند کاربامازپین (CBZ)، یک درمان رایج برای صرع ، نورالژی سه قلو، و اختلال دوقطبی استفاده می‌شود. CBZ فقط یک گروه عاملی اصلی دارد که در پیوند هیدروژنی دخیل است، که امکان تشکیل کوکریستال را ساده‌تر می‌کند که می‌تواند فراهمی زیستی انحلال کم آن را تا حد بالایی بهبود ببخشد.
یک مثال دیگر از یک برنامه کاربردی در‌حال مطالعه خواهد بود که از پیراستام یا (2-اکسو-1-پیرولیدینیل)استامید که برای تحریک استفاده می‌شود سیستم عصبی مرکزی و در نتیجه, افزایش یادگیری و حافظه. چهار پلی مورف پیراستام وجود دارد که شامل پیوند هیدروژن از کربونیل و اولیه در میان. این همان گروه‌های عملکردی پیوند هیدروژن است که با تعامل و افزایش تبلور پیراستام با اسید جنتیسیک است داروی ضد التهابی غیر استروییدی اسید پی-هیدروکسی بنزوییک ایزومر پیش ساز اسپرین سالیسیلیک اسید است. مهم نیست که این اپلیکیشن در حال تحقیق است و کاملا مشهود است که کاربرد گسترده و امکان بهبود مستمر در قلمرو توسعه داروها وجود دارد و بنابراین روشن می‌کند که نیروی محرکه تبلور همچنان تلاش می‌کند تا خواص فیزیکی موجود در کریستال‌ها را بهبود بخشد.
نمونه دیگری از API مورد مطالعه، پیراستام  یا (2-oxo-1-pyrrolidinyl)acetamide است که برای تحریک سیستم عصبی مرکزی و در نتیجه تقویت یادگیری و حافظه استفاده می‌شود. چهار پلی مورف پیراستام وجود دارد که شامل پیوند هیدروژنی کربونیل و آمید اولیه است. همین گروه‌های عاملی پیوند هیدروژنی هستند که با اسید جنتیزیک، یک داروی ضد التهابی غیر استروییدی (NSAID)، و با اسید p-هیدروکسی بنزوئیک، ایزومر پیش‌ساز آسپرین، اسید سالیسیلیک، تعامل دارند و باعث افزایش هم‌کریستالیزه شدن پیراستام می‌شوند. مهم نیست که چه API در حال تحقیق است، کاربرد وسیع و امکان بهبود مداوم در قلمرو توسعه دارو کاملاً مشهود است، بنابراین روشن می‌شود که نیروی محرکه هم کریستالیزاسیون همچنان شامل تلاش برای بهبود است. خواص فیزیکی که در آن کریستال‌های موجود فاقد هستند.

### مقررات
در 16 اوت 2016، اداره غذا و داروی ایالات متحده (FDA) پیش‌نویس دستورالعملی را منتشر کرد. در این راهنما، FDA پیشنهاد می‌کند که کریستال‌های همراه را به‌عنوان چند شکلی در نظر بگیرید، تا زمانی که مدرکی برای رد وجود پیوندهای یونی ارائه شود.

### مواد پرانرژی
دو ماده منفجره HMX و CL-20 به نسبت 1:2 متمایل شدند و یک ماده منفجره هیبریدی را تشکیل دادند. این ماده منفجره دارای همان حساسیت کم HMX و تقریباً همان قدرت انفجاری CL-20 بود. با اختلاط فیزیکی مواد منفجره، مخلوطی ایجاد می‌شود که حساسیتی مشابه حساس‌ترین جزء دارد که هم‌کریستالیزه شدن بر آن غلبه می‌کند.